# Goiat
Goiat (parfois orthographié Goïat), né en Slovénie, est un ours brun mâle introduit en 2016 dans les Pyrénées. En catalan de Pallars, où il a été relâché, goiat signifie « jeune ».
Extrêmement mobile, il parcourt un immense territoire dans les Pyrénées, tant en France qu'en Espagne. Depuis son arrivée dans le massif pyrénéen, il a effectué de nombreuses attaques contre des biens ou du bétail, en particulier des chevaux, y compris des adultes. Il est décrété ours à problèmes en 2018 en Espagne, année où il est capturé afin de renouveler son collier GPS puis en France en 2019 et 2021. Les autorités cherchent en vain à le capturer à nouveau depuis juin 2021.